# Hans Heinz Lehner
Hans Heinz Lehner, auch Hans-Heinz Lehner oder Hans Lehner, (* 17. Mai 1940 in Dresden) ist ein deutscher Fleischermeister sowie Politiker (CDU) und ehemaliges Mitglied des Sächsischen Landtages.

## Leben
Hans Lehner stammt aus einer Fleischerfamilie. Nach einer Fleischerlehre war er Facharbeiter für Fleischerzeugnisse, Meister und Obermeister der Innung. Von 1961 bis 1966 studierte Lehner Musik an der Hochschule für Musik Franz Liszt Weimar. Daraufhin war er Diplom-Gesangspädagoge und als Opern- und Konzertsänger am Theater in Nordhausen tätig. Neben dem Studium besuchte Lehner die Meisterschule in Erfurt. Danach führte er ab 1969  bis zur Übergabe an seinen Sohn im Jahr 1994 gemeinsam mit seiner Frau eine eigene Fleischerei in Radebeul. Außerdem war Lehner als selbstständiger Vermögensberater bei der DVAG tätig.
Lehner war bis 1989 Vorsitzender der Arbeitsgruppe Handwerk und Gewerbe und ist Mitglied im Vorstand der Fleischerinnung Land Sachsen. In seiner Tätigkeit als Obermeister wurde er im Jahr 1996 zum Ehrenobermeister des Sächsischen Fleischer-Innungs-Verbandes ernannt.
Lehner ist evangelisch, verheiratet und hat drei Kinder.

## Politik
Hans Lehner wurde 1983 Mitglied der DDR-Blockpartei CDU. Im Oktober 1990 wurde er über den Wahlkreis 48 (Dresden, Land I) in den Sächsischen Landtag gewählt, dem er für drei Wahlperioden bis 2004 angehörte. In der 2. und 3. Wahlperiode zog er über die Landesliste der CDU Sachsen in den Landtag ein. Er war in der 1. bis 3. Wahlperiode Mitglied im Ausschuss für Landwirtschaft, Ernährung und Forsten, in der 1. und 3. Wahlperiode im Petitionsausschuss sowie in der 1. Wahlperiode Mitglied im Verfassungs- und Rechtsausschuss. Ab November 1992 war Lehner Vorsitzender der Parlamentarischen Kontrollkommission. Bis zum 14. November 2007 war Hans Lehner Vorsitzender des CDU-Gemeindeverbandes Moritzburg.